# Juniperus thurifera
Juniperus thurifera, la sabina albar, enebra, trabina, tarabina o trabino es una especie de la familia Cupresáceas. Crece en un área disjunta en el Mediterráneo occidental, que abarca la parte más continental de los Alpes franceses e italianos, comarcas interiores del centro y el este de la península ibérica, algunas montañas de Córcega y el norte de África. Además de estas áreas mayores, está presente en localidades aisladas, como en las cabeceras de los ríos Garona y Arieja en la vertiente norte de Pirineos, en la cabecera del valle del río Noguera Pallaresa y sus afluentes al sur, en la comarca de La Litera en la provincia de Huesca y en el límite entre las provincias de León y Asturias. Esta distribución sugiere un carácter relíctico, restos de una distribución más amplia en tiempos geológicos pasados.

## Características
Árbol siempreverde, olor. De tamaño mediano, no sobrepasa los 25 m de altura y a menudo su porte es más bajo y arbustivo. Las hojas son escuamiformes, aplicadas, es decir, adheridas al tallo al que recubren totalmente, de forma romboidal con una punta corta divergente. Sus ramillas son ásperas al tacto. 

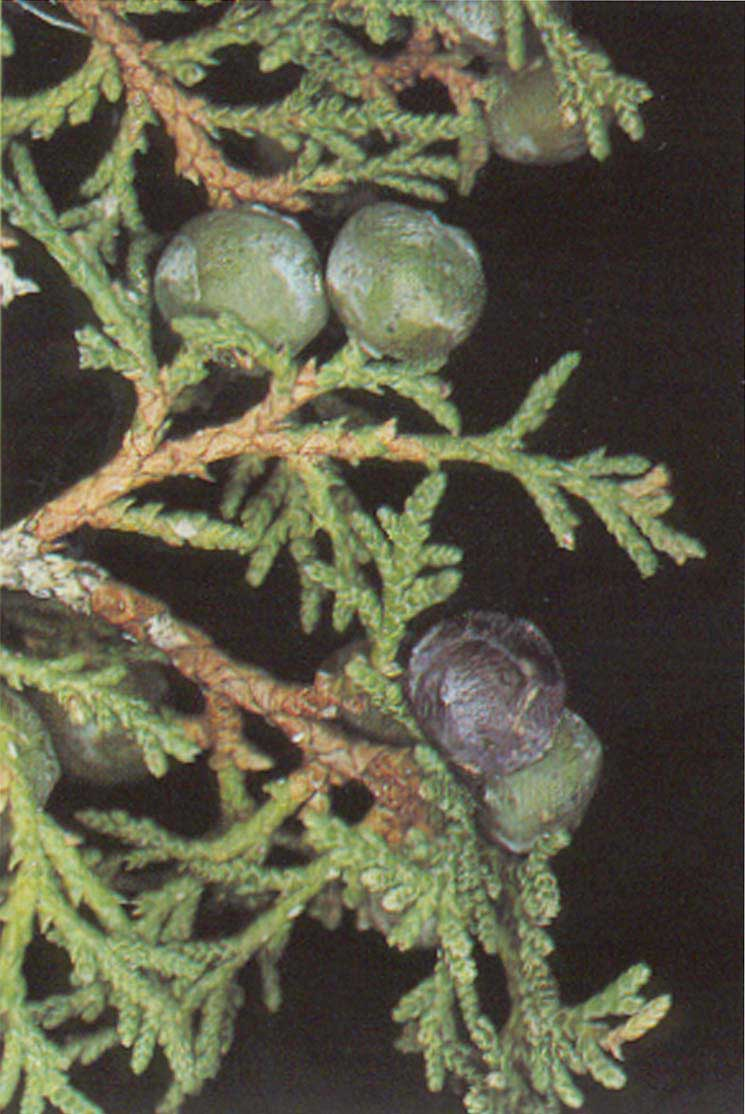
Hojas y frutos.

La forma de su tronco es muy variable, puede ser cilíndrico y recto en ejemplares bien desarrollados, aunque por regla general es tortuoso, y puede estar ramificado a baja altura o incluso desde el suelo, en cuyo caso los troncos son muy irregulares. La corteza es de color ceniza claro, fibrosa y agrietada longitudinalmente, se desprende en forma de fibras o tiras. La copa es muy densa, de color verde oscuro, de forma tan variable como el tronco: cónica u ovalada en ejemplares jóvenes o bien desarrollados, puede ser asimétrica, irregular, y en ejemplares desmochados aplanada. 
Es dioica. Los pies femeninos producen unas fructificaciones llamadas gálbulos. Son redondeadas, de hasta 4 mm de diámetro, de color verde que pasa a rojizo y finalmente morado casi negro al final de su madurez. En su interior hay de 1 a 3, raramente más semillas. Los pies masculinos producen grandes cantidades de polen en sus abundantes flores, que es dispersado por el viento.  Es tan abundante que los días ventosos aparenta salir humo de los árboles. En algunas zonas a esto se le llama popularmente "cierna".
Florece a partir de febrero y los frutos maduran al segundo año, pero al ser vecero la fructificación es irregular. Los gálbulos maduros son alimento de aves, principalmente mirlos y zorzales o tordos —Turdus spp.— que dispersan sus semillas. Es el momento más adecuado para la recolección manual de frutos con fines viverísticos.

## Hábitat

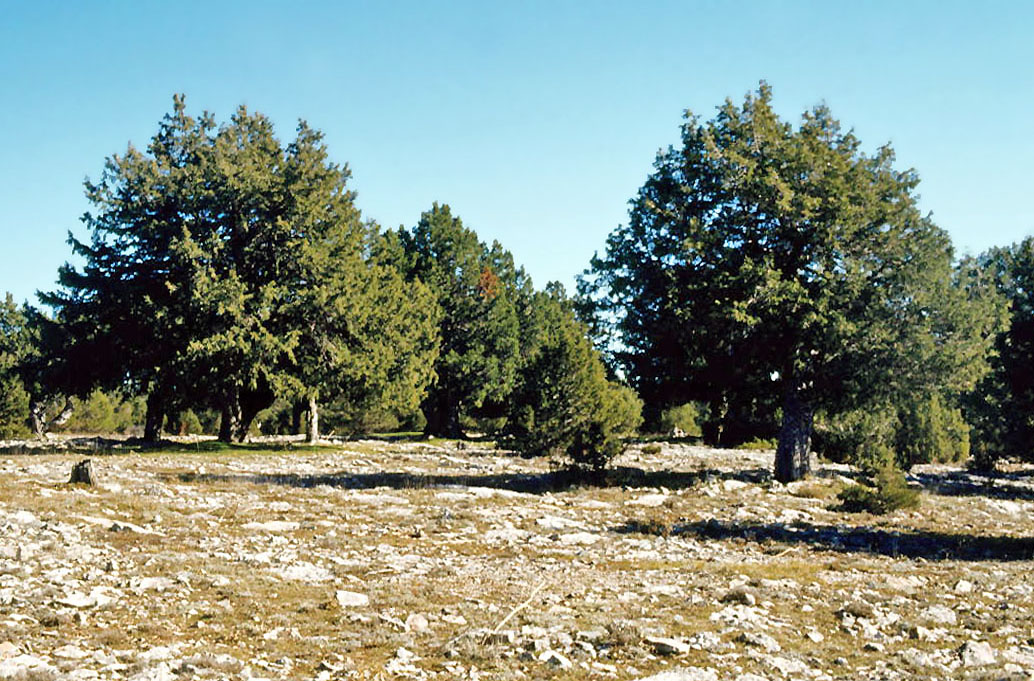
Sabinas en la serranía de Cuenca

En España se la puede encontrar desde los 140 m s. n. m. (sierra de Monegrillo, Zaragoza) hasta los más de 1800 m que alcanza en la sierra de Albarracín en Teruel. En Marruecos, llega por encima de los 3000 m. Prospera con vitalidad en zonas donde en invierno se alcanzan temperaturas de -25 °C y en verano se rondan los 40 °C. Soporta años secos en los que no llega a caer más de medio litro de lluvia por metro cuadrado y la mayor parte fuera del período vegetativo. Es capaz de hincar su potente sistema radical en suelos tan pedregosos como los lapiaces, en donde cabalmente, no se instalaría ninguno de la mayoría de los árboles que crecen en la península ibérica.

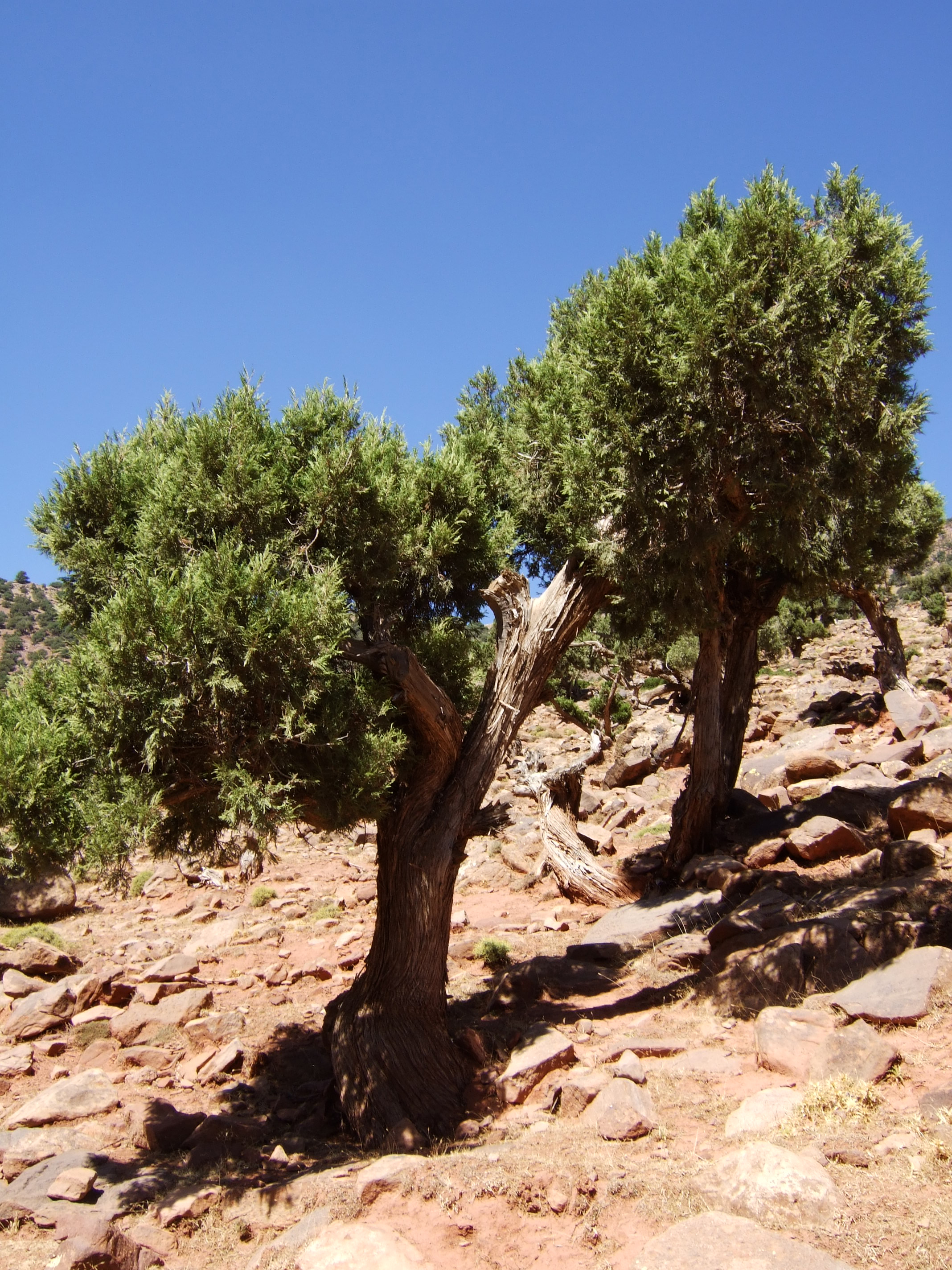
Sabinas en Marruecos

Vegeta en las altas parameras y laderas expuestas, principalmente sobre suelos ricos en cal, pero también en los silíceos, desde los 800 m hasta cerca de los 1500 m entrando en competencia con la encina (Quercus ilex) y el pino salgareño (Pinus nigra); planta de crecimiento muy lento, domina solo en condiciones extremas, ya que aguanta muy bien las fuertes heladas, asociadas a veranos secos y calurosos, que caracterizan las parameras donde habita. En sus límites alterna a veces con el quejigo o roble carrasqueño (Quercus faginea). Es el enebral o sabinar un bosque claro de tipo parque, aclarado de forma ancestral, para favorecer la producción de pasto en donde también se encuentran plantas de sotobosque, sobre todo las aliagas (Genista scorpius) y los cambrones (Genista rigidissima), además de artos o espinos de tintes (Rhamnus saxatilis) y escaramujos (Rosa agrestis, Rosa micrantha, y Rosa corymbifera). En los montes sorianos son especialmente frecuentes las estepas negrales (Cistus laurifolius), sobre todo en la zona de Ucero y Valdemaluque, Torremocha de Ayllón, Gormaz, etc. Entre las plantas de menor talla que crecen asociadas al enebral pueden citarse numerosas aromáticas, como el espliego (Lavandula latifolia), la salvia (Salvia lavandulifolia), la ajedrea (Satureja gracilis), diversos tomillos (Thymus zygis, Thymus vulgaris, Thymus mastichina, y Thymus mastigophorus), sanjuanes (Phlomis lychnitis) y zamarrillas (Teucrium capitatum). Todas estas especies muy visitadas por las abejas producen mieles exquisitas. Otras especies que acompañan al enebral en terrenos pedregosos y hasta con roca son las dedaleras (Digitalis obscura), las lechetreznas (Euphorbia nicaeensis). El pastizal dominante en el enebral es de pequeña talla formado por especies vivaces encespedantes y muy resistentes como las espiguillas rizadas (Festuca hystrix y Poa ligulata) y las colas de zorra (Koeleeria vallesiana), que forman un tapiz corto, así como los jopillos (Dactylis hispanica) y las cabezuelas (Anthyllis vulneraria). Localmente entre los enebros crecen rodales de duras macollas de gramíneas altas y resistentes como la preciosa hierba plumera (Stipa iberica) y la saeta o lastón de páramo (Stipa lagascae) dando lugar a los llamados bosques estépicos, que tanto abundan en los bordes de las áreas desérticas de Asia.

## Distribución

### Península ibérica

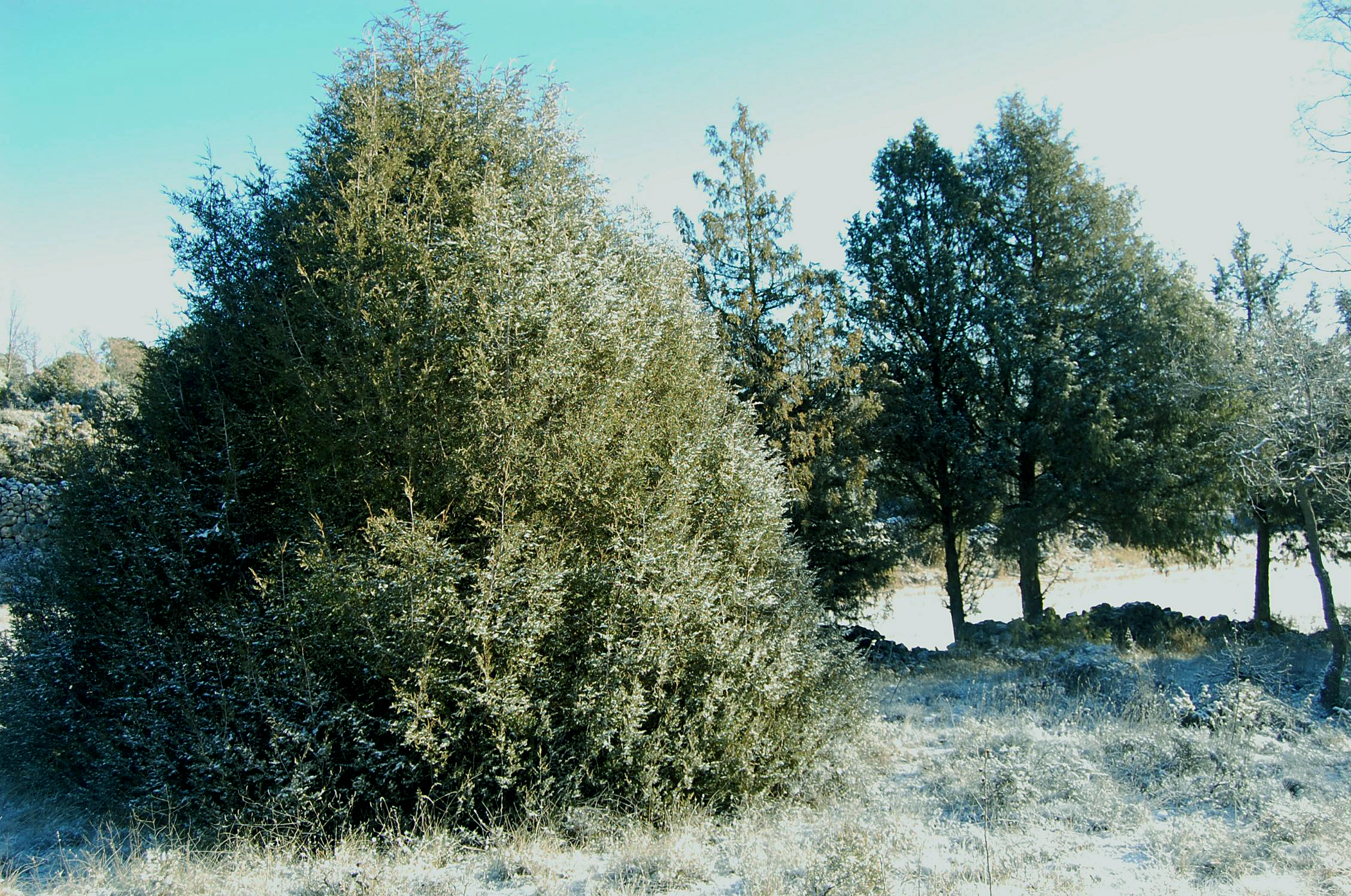
Sabinas en la provincia de Guadalajara

En la península ibérica los sabinares ocupan zonas continentales del interior, formando su área una especie de arco discontinuo que con centro en Madrid, se podría dibujar desde la cuenca del río Luna (León) hasta la localidad de Nerpio, en el sur de Albacete, pasando por los extensos bosques de Soria y Teruel, los originales sabinares del Valle del Ebro y los excelentes de Guadalajara, Cuenca, Valencia (Rincón de Ademuz) y los de Ciudad Real. Buenos sabinares se pueden encontrar también en el interior de Castellón (como por ejemplo en la Sierra del Toro), en Burgos (Valle del Rudrón) y en Segovia (donde la sabina llega hasta los límites de Ávila), así como retazos de ellos en León, Madrid (Gargantilla de la Sierra, Becerril de la Sierra, El Vellón, Zarzalejo), Valladolid, Palencia, Zamora y Murcia. La sabina albar en la región de Murcia, se localiza en el municipio de Moratalla, concretamente en su pedanía llamada, precisamente, El Sabinar, dada la abundancia de esta especie que es autóctona del territorio y está protegida. Ejemplares sueltos de sabina albar aparecen en el este de Jaén (sierras de Cazorla y Segura), así como en la sierra de María al norte de Almería (donde se encuentra el monumento natural de la Sabina Albar), en Granada al pie de La Sagra. en el somontano de Huesca o en las Bardenas Reales en Navarra.

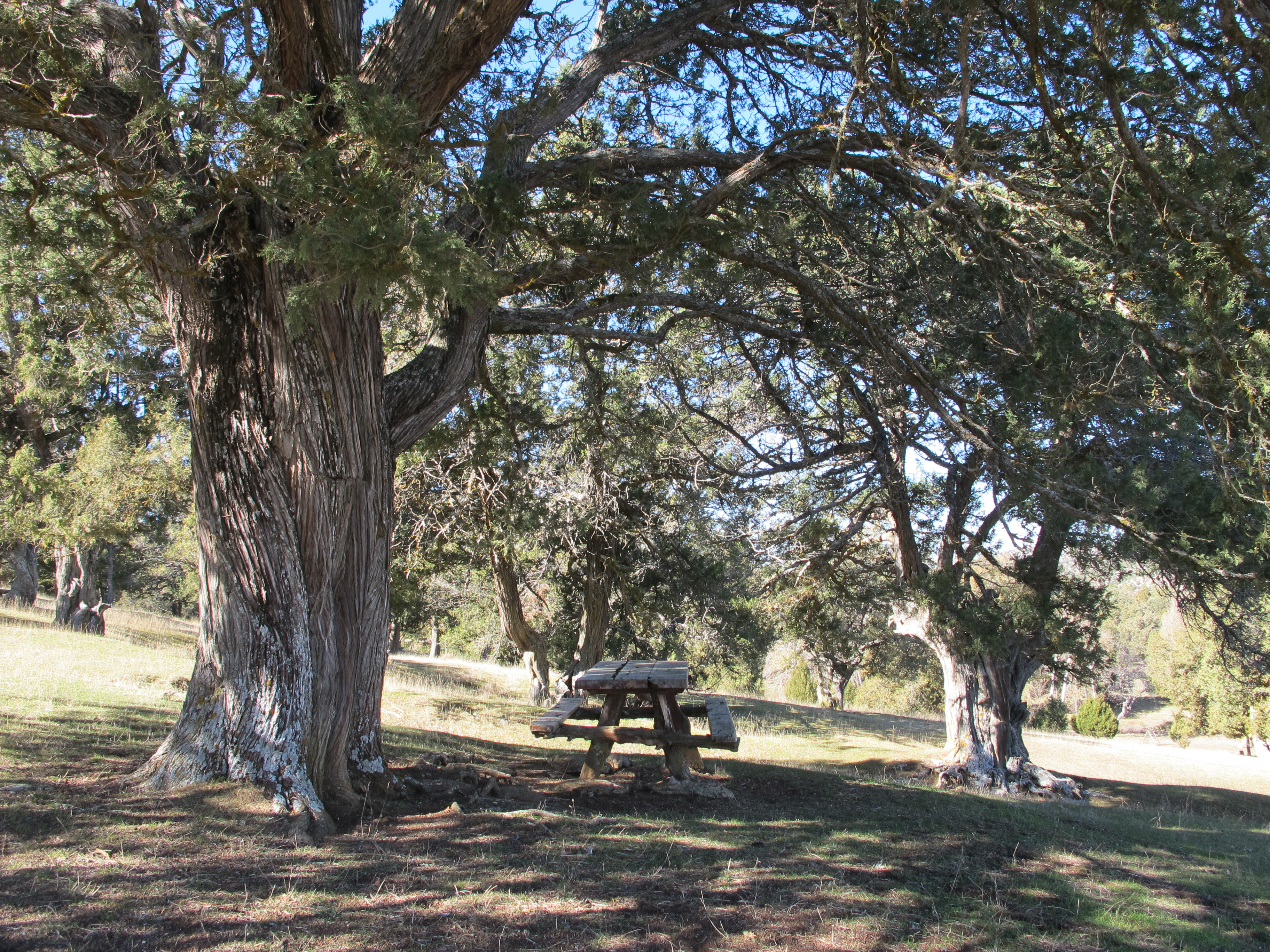
Enebras de Hornuez

En España tiene su núcleo principal en las montañas interiores del centro, norte y este, principalmente en las provincias de Guadalajara, Albacete, Soria, Burgos, Cuenca, Teruel, Segovia y Valencia. 

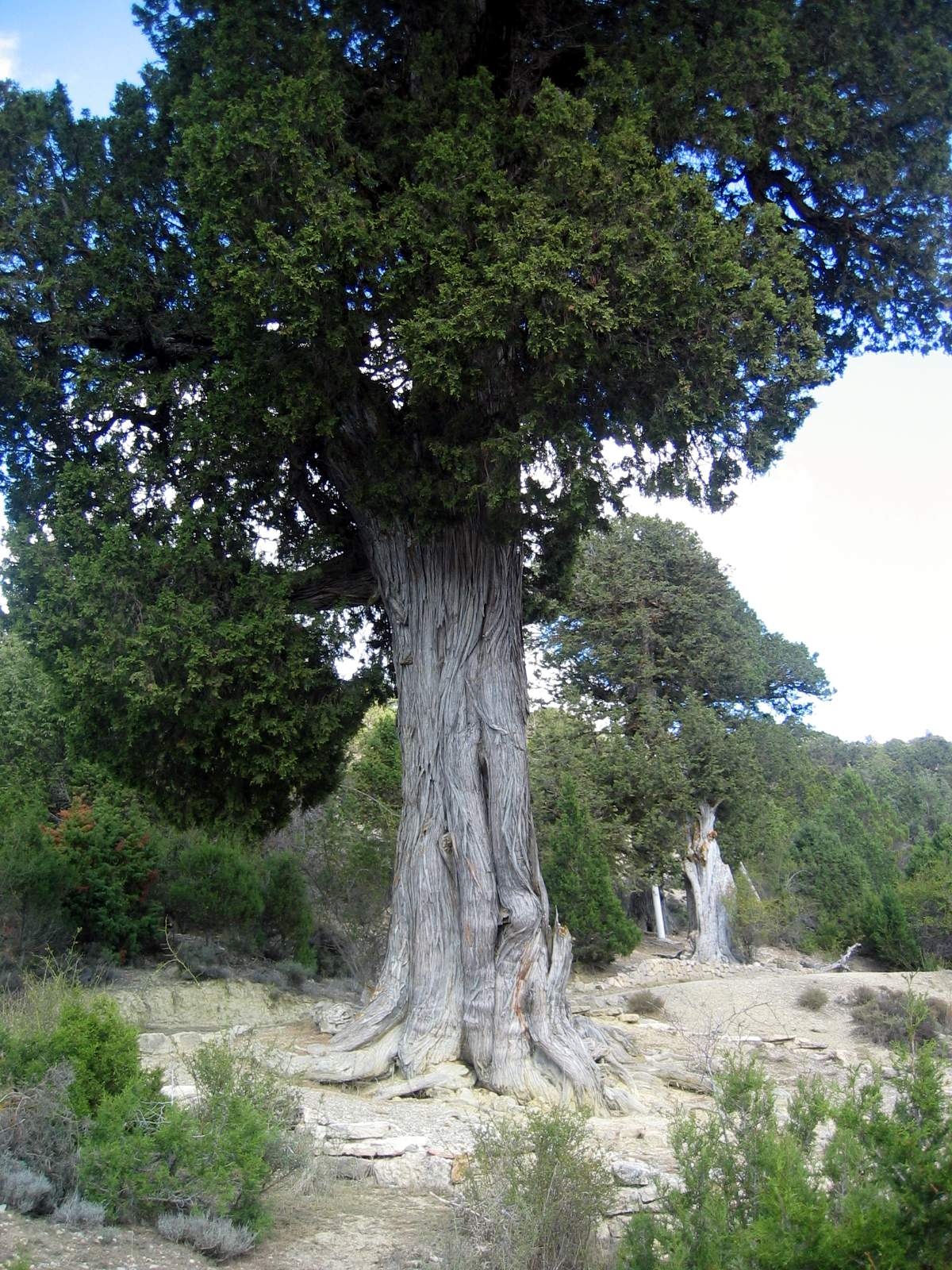
Monumental ejemplar de sabina albar en el sabinar de las Blancas, ubicado en el parque natural de la Puebla de San Miguel (Valencia).

El mayor sabinar albar de Europa se extiende entre las provincias de Soria y Guadalajara, concretamente por los municipios de Arcos de Jalón y Maranchón. Incluyendo a las localidades de Sagides, Chaorna, Judes, Iruecha, Codes y Mochales. Recientemente ha sido declarado lugar de interés comunitario (LIC). Con alguna intermitencia, se prolonga, por un lado, por el Campo Taranz, por el otro, por el parque natural del Alto Tajo, si bien, en ambos lugares, con menor intensidad.
En Castilla y León a los árboles monumentales de esta especie y de otras se les asigna género femenino y así se dice la enebra en Sigueruelo, Morales y Valleruela. Son especialmente conocidos el sabinar de Calatañazor, en la provincia de Soria, y el de Hornuez, en la de Segovia, con gran cantidad de ejemplares centenarios. Existe también un importante sabinar en el Rincón de Ademuz, siendo el más notable el situado en el paraje denominado sabinar de las Blancas de Puebla de San Miguel, en la provincia de Valencia, con ejemplares milenarios; dicho lugar se halla protegido dentro del parque natural de la Puebla de San Miguel. Hay también sabinas en la región aragonesa de Los Monegros.

### Pirineos, Alpes y Córcega
Fuera de la península ibérica hay sabinares en puntos localizados de los Alpes (italianos y franceses) y en las inmediaciones de Saint Béat, en la vertiente norte de los Pirineos. Quedan rodales en el Monte Cinto en Córcega.

### África

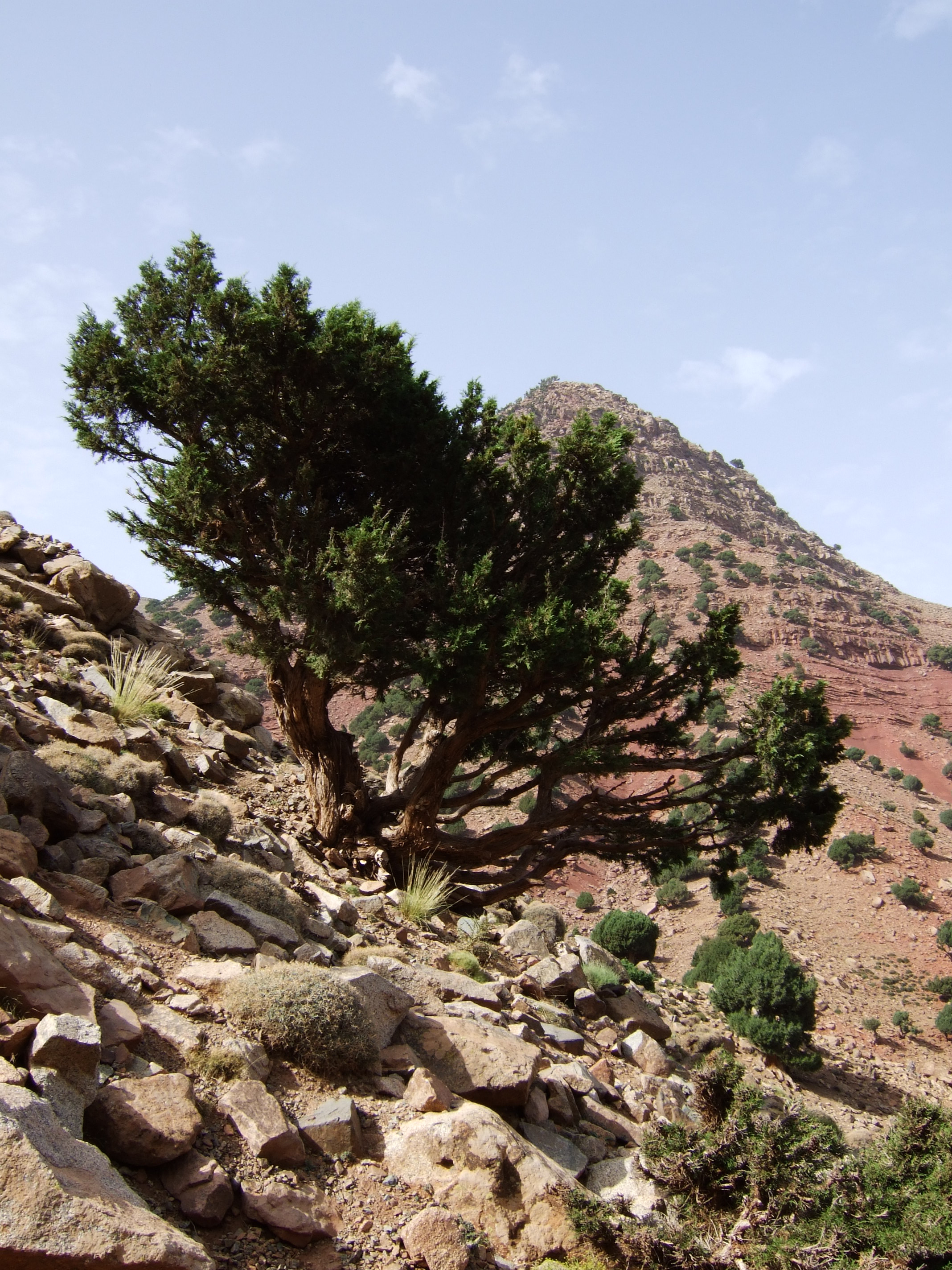
Juniperus thurifera var. africana en el Alto Atlas (Marruecos)

En África en Argelia, pero sobre todo en Marruecos, donde ocupan más de 31 000 ha, distribuidas por el Gran Atlas y Atlas Medio, integrando en altitud el último piso forestal, por encima de los cedros.

## Paleogeografía
Los bosques de sabina son considerados relictos por representar el testimonio de un paisaje vegetal que dominó o fue frecuente hace milenios; tantos, que aquellas sabinas ni habían visto aún al hombre. Si esto es así, y los resultados de distintos investigadores apuntan hacia ello, nos encontramos hoy ante una muestra, una porción de una fitocenosis terciaria, un paisaje vegetal traído por el túnel del tiempo hasta nuestros días. Los paleobotánicos han confirmado la presencia de taxones de la sección Sabina, probablemente la propia sabina albar, en el Cretácico, en el Oligoceno y Plioceno, en el centro y noroeste de Europa y en el sur de Francia. Parece, pues, que los sabinares cubrieron dominios más extensos y septentrionales que los actuales, coincidiendo con períodos más fríos y secos (por ejemplo en el Messiniense). También se podría asegurar que en algún momento (Plioceno-Pleistoceno) tuvieron áreas más restringidas que en la actualidad, debido probablemente, a su irrenunciable xerofilia, que les hacía abandonar zonas continuamente húmedas y sobre todo las fachadas atlánticas de los sistemas montañosos.
Esta presencia antigua y extendida de la sabina albar, sus migraciones y su actual distribución fragmentada sirven de argumento para que algunos botánicos justifiquen la diferenciación de tres variedades geográficas (var. gallica, var. hispanica, var. africana ), distinguibles unas de otras por caracteres taxonómicos de poca entidad, pero que han encontrado refuerzo en las diferencias de hábitats observables, sobre todo entre las poblaciones de África y Europa.

## Variedades
Algunos autores han separado sus distintas razas geográficas como variedades:
- Juniperus thurifera var. gallica Coincy, la francesa.
- Juniperus thurifera var. africana Maire, la marroquí.
- Juniperus thurifera var. hispanica Mill., la española.

No reservando como debían, según las reglas de nomenclatura botánica, el nombre de var. thurifera para ninguna de ellas (le corresponde en teoría a la forma española ya que Carlos Linneo dijo: Habitat in Hispania)

## Usos

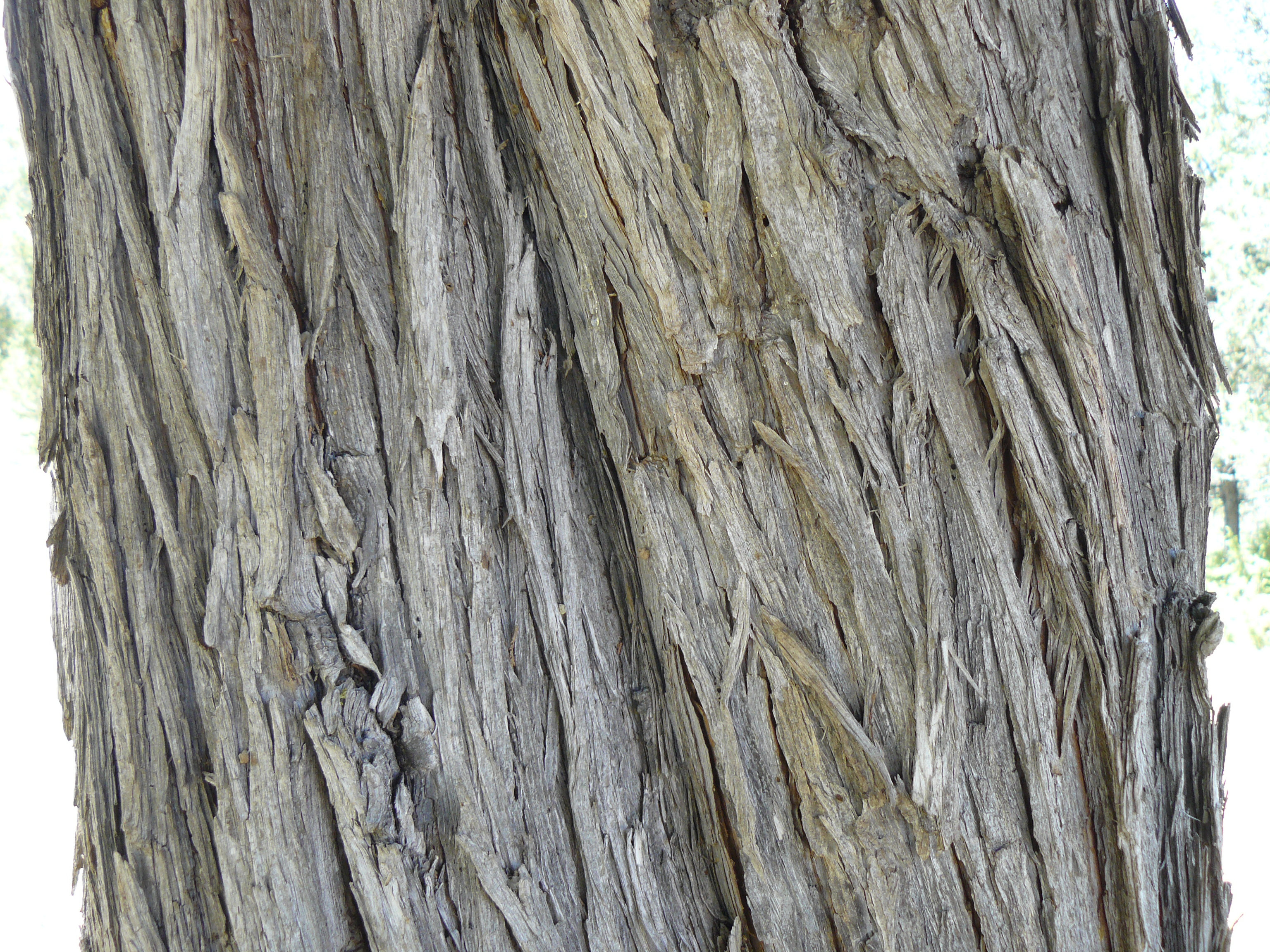
Tronco de sabina

La madera es compacta y de grano fino, muy apreciada por los ebanistas; da excelentes postes y vigas al ser muy resistente a la putrefacción, cabe indicar que a la fama de imputrescible de la madera de sabina hay que poner algún pero, los pies que por alguna razón son dañados y queda al descubierto el duramen rojo sufren un proceso de pudrición que deja la madera sin consistencia y fácilmente disgregable, esto no afecta por completo al tronco ya que las capas más superficiales, presumiblemente la albura no son dañadas por lo que el árbol puede seguir viviendo con normalidad. Si se quiere gozar del carácter de imputrescibilidad es necesario eliminar la corteza una vez cortado el árbol.

## Taxonomía
Juniperus thurifera fue descrita por Carlos Linneo y publicado en Species Plantarum 2: 1039. 1753.
Etimología
Juniperus: nombre genérico que procede del latín iuniperus, que es el nombre del enebro.
thurifera: epíteto que significa «productora de incienso», ya que su madera es muy aromática, de olor resinoso agradable, por lo que se ha quemado para este fin, produciendo un olor muy penetrante que al decir de las gentes ahuyenta a los insectos y según Pío Font Quer hace huir a las serpientes.
Sinonimia
- Juniperus bonatiana Vis.
- Juniperus cinerea Carrière
- Juniperus foetida var. thurifera (L.) Spach
- Juniperus gallica (Coincy) Rouy
- Juniperus hispanica Mill.
- Juniperus sabinoides Endl.
- Juniperus thurifera subsp. gallica (Coincy) A.E.Murray
- Juniperus thurifera var. gallica Coincy
- Sabina foetidissima var. bonatiana (Vis.) Antoine
- Sabina pseudothurifera Antoine
- Sabina thurifera (L.) Antoine[15][16]

## Nombres comunes
- Castellano: agallaras, agalluja, agallujas, agayuga, agayujas, albarra, alborra, cagurrias, cedro, cedro de España (5), cedro de España con fruto negro, enebra, enebro (7), enebro de incienso, enebro de la bardera, gallaritas, gayuba (2), sabina (10), sabina albal (2), sabina albar (23), sabina albarra (4), sabina blanca (3), sabina de España, sabina española, sabina negral, sabina real, sabina roma (3), sabina romana, sabina trabina, sabina turífera, sabino, tejo, trabina (4), trabino.(el número entre paréntesis indica las especies que tienen el mismo nombre en España)[17]